# Млечник блёклый
Мле́чник блёклый, или вя́лый (лат. Lactárius viétus) — вид грибов, включённый в род Млечник (Lactarius) семейства Сыроежковые (Russulaceae). Подобно многим млечникам, считается условно-съедобным грибом.

## Описание
Шляпка достигает 3—8(10) см в диаметре, тонкомясистая, у молодых грибов выпуклая и с бугорком в центре, гигрофанная, серовато-коричневая или винно-бурая, в центре более тёмная, а по краю при подсыхании заметно светлеющая, лишённая концентрических зон.
Пластинки нисходящие на ножку, частые, не переплетающиеся, белые или кремовые, при повреждении буреющие.
Ножка до 3—8 см длиной, цилиндрическая или сужающаяся к основанию, не полая, окрашена в бледные буроватые тона.
Мякоть белая, хрупкая, с сильным острым вкусом. Млечный сок белый, жгуче-острый на вкус, при высыхании становится серовато-зеленоватым.
Споровый порошок кремового цвета. Споры 7—9(9,5)×6—8 мкм, широкоэллиптические до почти шаровидных, с бородавчато-хребтовидной орнаментацией.

### Сходные виды
- Lactarius trivialis (Fr.) Fr., 1838 — Млечник обыкновенный — отличается большими размерами, обычно более тёмной шляпкой, а также желто-буреющим при подсыхании млечным соком.
- Lactarius mammosus (Fr.) Fr., 1838 — Млечник сосочковый — произрастает под хвойными деревьями, отличается обычно более тёмной шляпкой и кокосово-фруктовым запахом.

## Экология
Вид широко распространён в Евразии и Северной Америке, встречается часто, большими группами, один из самых обычных видов рода. Произрастает в лиственных и смешанных лесах с берёзой, образует микоризу с этим деревом.

## Таксономия

### Синонимы
- Agaricus vietus Fr., 1821basionym
- Galorrheus vietus (Fr.) P.Kumm., 1871
- Lactarius parvus Peck, 1878
- Lactarius syringinus Z.Schaef., 1956
- Lactarius varius Peck, 1885
- Lactifluus parvus (Peck) Kuntze, 1891
- Lactifluus varius (Peck) Kuntze, 1891
- Lactifluus vietus (Fr.) Kuntze, 1891